# CACNB3
CACNB3 (англ. Calcium voltage-gated channel auxiliary subunit beta 3) – білок, який кодується однойменним геном, розташованим у людей на короткому плечі 12-ї хромосоми. Довжина поліпептидного ланцюга білка становить 484 амінокислот, а молекулярна маса — 54 532.
| 10         |  | 20         |  | 30         |  | 40         |  | 50         |
| ---------- |  | ---------- |  | ---------- |  | ---------- |  | ---------- |
| MYDDSYVPGF |  | EDSEAGSADS |  | YTSRPSLDSD |  | VSLEEDRESA |  | RREVESQAQQ |
| QLERAKHKPV |  | AFAVRTNVSY |  | CGVLDEECPV |  | QGSGVNFEAK |  | DFLHIKEKYS |
| NDWWIGRLVK |  | EGGDIAFIPS |  | PQRLESIRLK |  | QEQKARRSGN |  | PSSLSDIGNR |
| RSPPPSLAKQ |  | KQKQAEHVPP |  | YDVVPSMRPV |  | VLVGPSLKGY |  | EVTDMMQKAL |
| FDFLKHRFDG |  | RISITRVTAD |  | LSLAKRSVLN |  | NPGKRTIIER |  | SSARSSIAEV |
| QSEIERIFEL |  | AKSLQLVVLD |  | ADTINHPAQL |  | AKTSLAPIIV |  | FVKVSSPKVL |
| QRLIRSRGKS |  | QMKHLTVQMM |  | AYDKLVQCPP |  | ESFDVILDEN |  | QLEDACEHLA |
| EYLEVYWRAT |  | HHPAPGPGLL |  | GPPSAIPGLQ |  | NQQLLGERGE |  | EHSPLERDSL |
| MPSDEASESS |  | RQAWTGSSQR |  | SSRHLEEDYA |  | DAYQDLYQPH |  | RQHTSGLPSA |
| NGHDPQDRLL |  | AQDSEHNHSD |  | RNWQRNRPWP |  | KDSY       |  |            |

A: Аланін

C: Цистеїн

D: Аспарагінова кислота

E: Глутамінова кислота

F: Фенілаланін

G: Гліцин

H: Гістидин

I: Ізолейцин

K: Лізин

L: Лейцин

M: Метіонін

N: Аспарагін

P: Пролін

Q: Глутамін

R: Аргінін

S: Серин

T: Треонін

V: Валін

W: Триптофан

Кодований геном білок за функціями належить до іонних каналів, потенціалзалежних каналів, фосфопротеїнів. 
Задіяний у таких біологічних процесах, як транспорт іонів, транспорт, транспорт кальцію, альтернативний сплайсинг. 
Білок має сайт для зв'язування з іоном кальцію. 